# Lignito

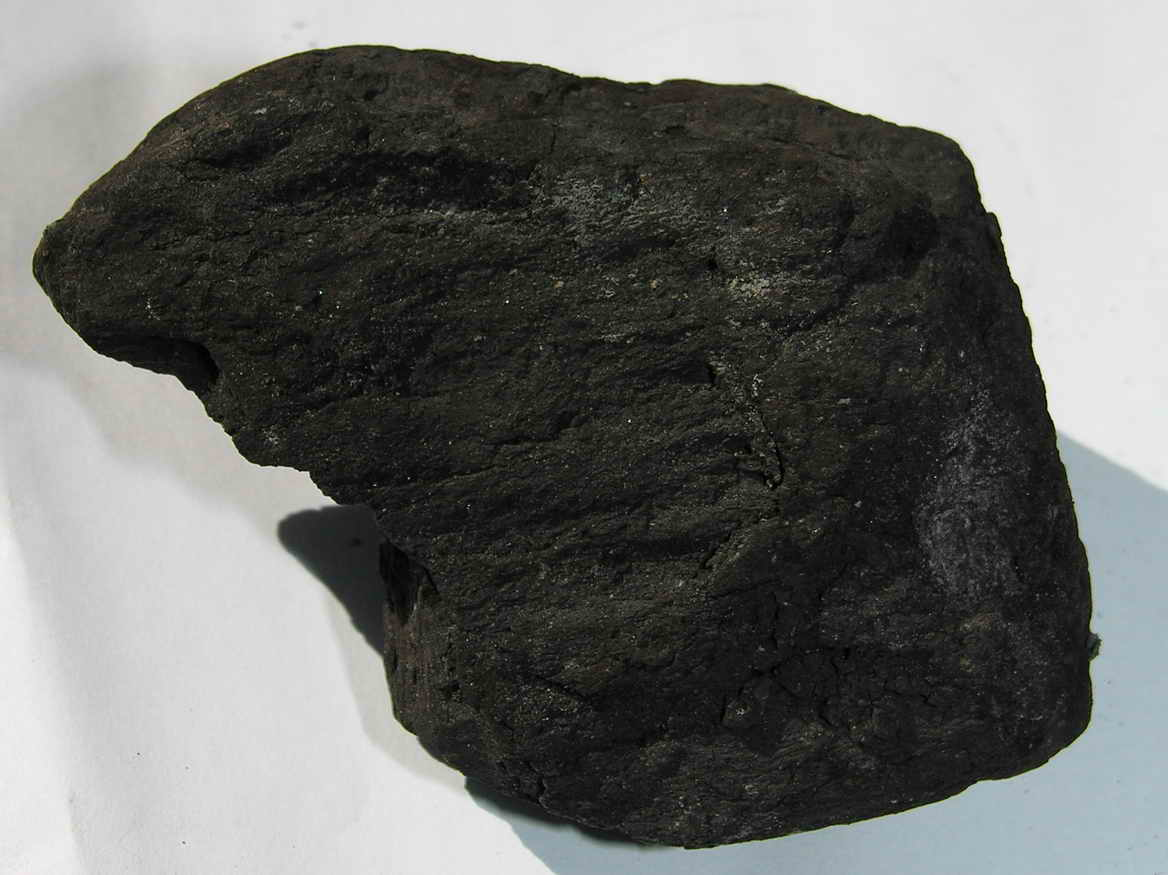
Lignito.

El lignito es un carbón mineral que se forma por compresión de la turba, convirtiéndose en una sustancia desmenuzable en la que aún se pueden reconocer algunas estructuras vegetales. Es de color negro o pardo y frecuentemente presenta una textura similar a la de la madera de la que procede.

## Composición química
Su concentración en carbono varía entre el 60% y el 75%[cita requerida] y tiene mucho menor contenido en agua que la turba. Suele tener color pardo oscuro y su estructura es fibrosa.
| COMPOSICIÓN TÍPICA[cita requerida] | COMPOSICIÓN TÍPICA[cita requerida] |
| ---------------------------------- | ---------------------------------- |
| Carbono                            | 69 %                               |
| Hidrógeno                          | 5,2 %                              |
| Oxígeno                            | 25 %                               |
| Nitrógeno                          | 0,8 %                              |
| Materias volátiles                 | 40 %                               |

Es un combustible de mediana calidad, fácil de quemar por su alto contenido en volátiles, pero con un poder calorífico relativamente bajo (entre 10 y 20 MJ/kg)[cita requerida]. Tiene la característica de no producir coque cuando se calcina en vasos cerrados. Es un combustible de calidad intermedia entre el carbón de turba y el carbón bituminoso, del tipo húmico rico en humina y en ácidos húmicos. Su capacidad calorífica es inferior a la del carbón común debido al gran contenido de agua (45%) y bajo de carbono (36%). La cantidad de calor que entrega el lignito es aproximadamente de 25 kJ por kg.[cita requerida]

## Origen
Se formó durante las eras Secundaria y Terciaria. Es el carbón fósil de formación más reciente que la hulla. En él se pueden reconocer macroscópicamente restos de madera, de hojas y de frutos. Se lo encuentra en los estratos del cretácico y del terciario. La variedad negra y brillante se denomina azabache, que por ser dura se puede pulir y tallar. Se emplea en joyería y objetos decorativos.
Una variedad muy compacta, que ha sufrido un prolongado proceso de carbonización y que ha soportado grandes presiones, recibe el nombre de azabache. Este material es susceptible de pulimento, obteniéndose piezas de extrema belleza y que en la antigüedad fueron apreciadas como adornos.

## Yacimientos
En Alemania se encuentran los mayores depósitos, seguidos de China, Rusia y los Estados Unidos. En España los yacimientos más importantes se localizan en Andorra (Teruel), Mequinenza (provincia de Zaragoza) y Puentes de García Rodríguez (La Coruña).